# Medicinsk etik
Medicinsk etik är en del av den medicinska filosofin och utgörs av den etik som gäller medicinsk verksamhet. Medicinsk etik har underavdelningar för medicinska specialiteter som till exempel omvårdnadsetik.  Medicinsk etik bygger på en uppsättning etiska värden som professionella kan hänvisa till som stöd i medicinska beslut. Dessa etiska värden inkluderar respekt för autonomi, icke-skada, göra gott och rättvisa.

## Historik
Den medicinska etiken har sin grund i den hippokratiska eden tillsammans med judendom och kristendom. På 1700- och 1800-talet utvecklades den medicinska etiken till ett eget område med författare som Thomas Percival.
Under 1900-talet förekom brott mot medicinsk-etiska regler, till exempel försök på människor i Nazityskland, tvångssteriliseringar och Vipeholmsexperimenten.
Genom det sena 1900-talets utveckling av bioteknik har det närliggande området bioetik uppstått där frågor som människoceller i djur dryftas.

## Värderingar
- Bioetik – sambandet mellan till exempel medicin och filosofi eller teologi.
- Deontologi – vårdgivarens pliktetik och moraliska standarder.
- Iatrogen – framkallande av oavsiktlig eller undvikbar sjukdom eller komplikation efter behandling.
- Välgörande - vårdgivaren ska värna om patientens bästa. (Salus aegroti suprema lex.)
- Primum non nocere - vårdgivaren ska inte skada patienten (primum non nocere).
- Respekt för autonomi - vårdgivaren ska värna om och ta i beaktande patientens autonomi (självstyre) (Voluntas aegroti suprema lex.)
- Rättvisa - resurser ska fördelas rättvist.
- Värdighet
- Livskvalitet
- Sanning och ärlighet - patienten ska ha gett informerat samtycke till vården.
- Tillämpad etik